# Schiffswerft Jean Stauf
Die Schiffswerft Jean Stauf war eine Boots- und Schiffswerft in Königswinter, die von 1902 bis 1967 bestand und auf Lokalboote sowie kleine Ausflugsschiffe spezialisiert war. „Königswinterer Boote“ oder „Stauf-Boote“ waren zeitweise Marktführer. 1953 baute sie das letzte Schiff, 1967 stellte sie den Betrieb ein.

## Geschichte

### Vorgeschichte
Zum touristischen Programm am Rhein gehörte seit Beginn der Rheinromantik oft auch eine Bootstour auf dem Fluss. Wurden die Ausflügler bis ins 19. Jahrhundert erst in hölzernen, später eisernen Nachen befördert, änderte sich das mit dem Einbau der ersten Benzinmotoren: Die Nachen brauchten nicht mehr stromaufwärts getreidelt zu werden und konnten mit einer verlässlichen Geschwindigkeit Ausflüge nach Fahrplan anbieten. Daraus entstanden die ersten Lokalboote am Rhein – kleine Personenschiffe für den Linienverkehr im Nahbereich.

### Bootswerft Jean Schmitz
Einer der Pioniere des Lokalbootbaus im Rheinland war der Schlossermeister Jean Schmitz (1857–1913) aus Königswinter, der für den wachsenden Fremdenverkehr 1886 den ersten eisernen Nachen in Königswinter und 1892 sein erstes Motorboot gebaut hatte. Der Margarethe getaufte Nachen hieß wegen seines 4-PS-Benzinmotors nach Daimler-Art aber nur Daimelchen. Schmitz begann in Königswinter mit der Serienfertigung solcher Lokalboote, die ab 1900 an Größe zunahmen und auch eine Überdachung und eine kleine Kajüte erhielten. Bei Jean Schmitz hatte auch Jean Stauf von 1891 bis 1893 gelernt und anschließend als Geselle gearbeitet.

### Gründung, Lage und Ausstattung der Bootswerft Jean Stauf

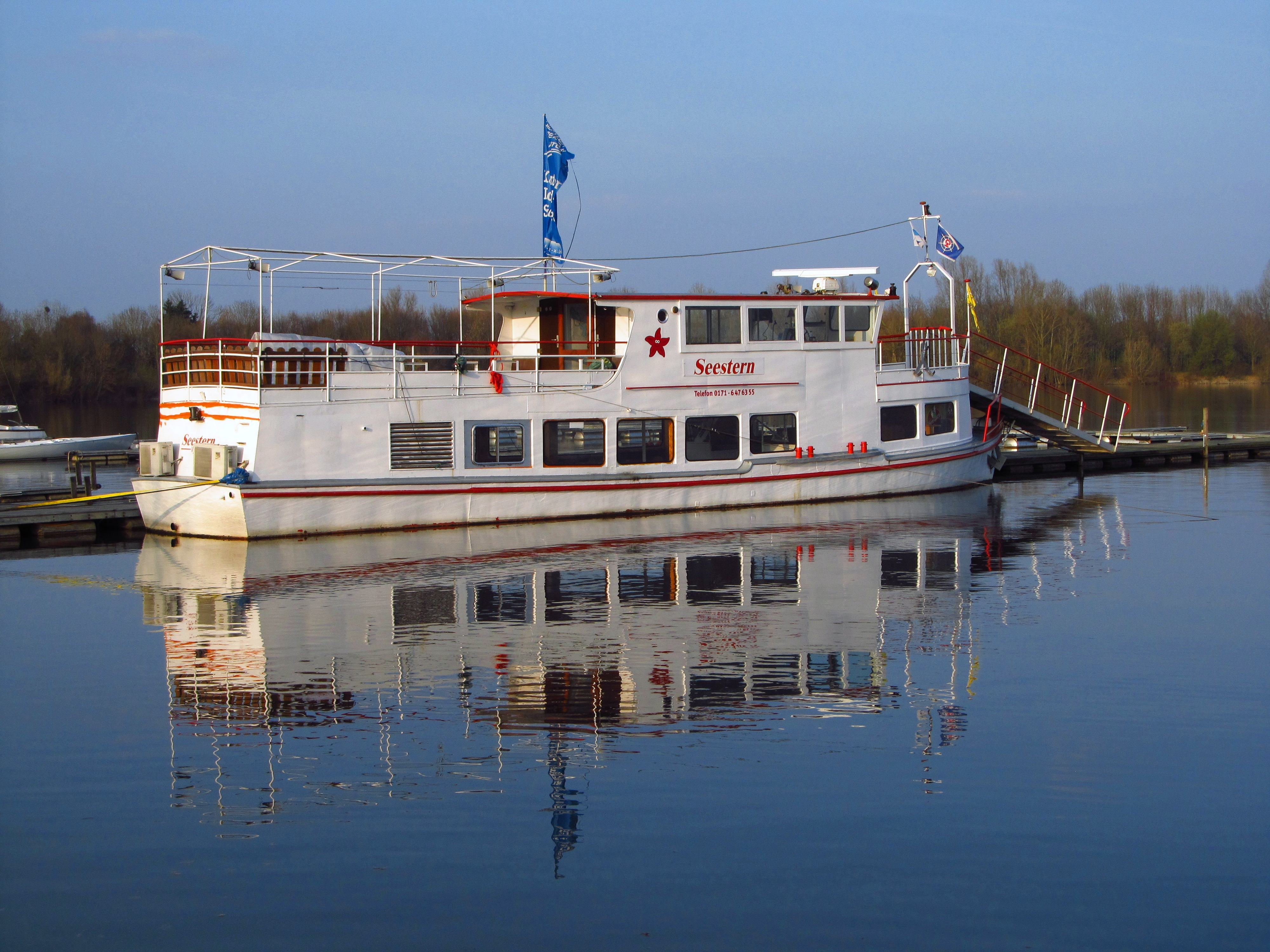
Die frühere Essen, seit 2014 Seestern

Nach seiner Meisterprüfung machte sich Jean Stauf 1902 selbständig und gründete seine eigene Bootswerft. Wie die Bootswerft von Jean Schmitz befand sich auch sein Betrieb nicht am Rhein, sondern am Rande der Altstadt in der Grabenstraße, etwa 400 Meter vom Fluss entfernt. Dort war der Betrieb in einer Werfthalle untergebracht, in der die Boote handwerklich hergestellt wurden.
Nach der Fertigstellung mussten sie auf Transportwagen durch den Ort zum Rhein gebracht werden. Mit der zunehmenden Größe der Boote ging Jean Stauf dazu über, in der Werfthalle lediglich den Kasko herzustellen und diesen erst am Flussufer endgültig auszubauen. Am Rheinufer verfügte die Bootswerft über eine Anlegebrücke und zwei Slipwagen, an denen die Boote fertig gestellt wurden. Dennoch führte der Transportweg durch die engen Straßen zu einer Größenbeschränkung der Boote. Für den Transport eines 20 Meter langen Bootes musste die Werft es in zwei Teilen transportieren und am Rheinufer zusammenschweißen. Um diese Beschränkungen zu umgehen, mietete Jean Stauf 1931 in Oberkassel eine Helling mit Slipanlage. Der Hauptbetrieb blieb in Königswinter. Für den Betrieb arbeiteten durchschnittlich 25 Mitarbeiter, in Jahren mit größerer Auftragslage waren es bis zu 70 Beschäftigte.

### Entwicklung der Bootswerft

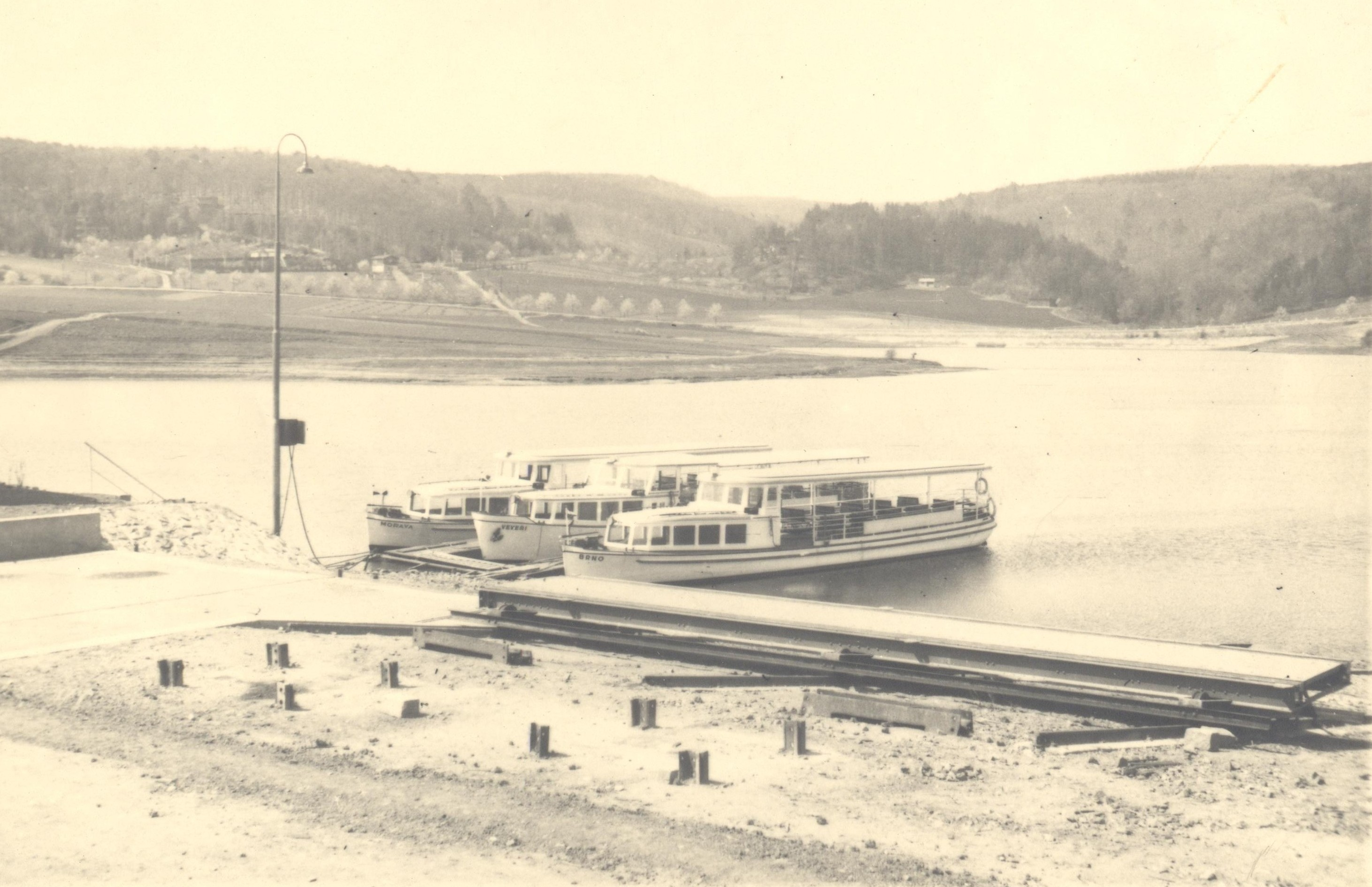
Elektroboote von Stauf auf dem Brünner See

Mit seinen Booten erwarb sich Jean Stauf in den Folgejahren zunächst im Rheinland einen so guten Ruf, dass bereits vor dem Ersten Weltkrieg zahlreiche Aufträge aus dem gesamten Deutschen Reich an den Betrieb herangetragen wurden. Durch die große Anzahl georderter Boote entwickelte sich die Werft zu einer regelrechten Kleinindustrie, auch wenn die Boote weiterhin handwerklich hergestellt wurden. Die Auslieferung erfolgte dort, wo sich nicht selber hinfahren konnten, per Bahntransport.
Nach dem Ersten Weltkrieg, für den zahlreiche Boote von den Streitkräften eingezogen worden waren und nicht mehr zurückkamen, konnte die Werft an den Erfolg der Vorkriegszeit anschließen und verbuchte viele Aufträge. „Königswinterer Boote“ oder auch „Stauf-Boote“ hatten einen guten Ruf und zeitweise war der Betrieb mit 50 Prozent aller in Deutschland produzierten Motorboote dieser Größenordnung Marktführer. 1926 etwa waren Boote der Werft auf vielen Flüssen und Stauseen wie zu finden – so bei Bad Kissingen, Emden, Emmerich, Frankfurt am Main, Fulda, Karlsruhe, Limburg an der Lahn, Mannheim, Metz, Mülheim an der Ruhr, Trier, Würzburg sowie auf den Stauseen Baldeneysee, Möhnetalsperre, Urfttalsperre, Listertalsperre, Edertalsperre, Maschsee, Maltertalsperre, Luganersee und dem Rhein-Herne-Kanal.

### Von der Bootswerft zur Schiffswerft
Spätestens Anfang der 1930er Jahre wandelte sich die Bootswerft zur Schiffswerft. Mit dem Anmieten der Helling in Oberkassel ging der Betrieb zur üblichen Schiffbaupraxis über. Damit war der Bau größerer Boote – wie die 25 Meter lange Jan Wellem 1935 für die Rheinische Bahngesellschaft – möglich. In dieser Zeit lieferte die Werft jährlich ein Dutzend Neubauten ab. Neben den Lokalbooten im Passagier- und Fährverkehr zählten dazu auch einige Spezialfahrzeuge wie Motoryachten, Inspektionsboote, Motorschleppboote oder Proviantboote. Neben Kunden aus dem Fähr- und Ausflugsverkehr nutzen private Auftraggeber und die öffentliche Hand (Deutsche Reichsbahn, Zoll, Wehrmacht) Boote der Werft.

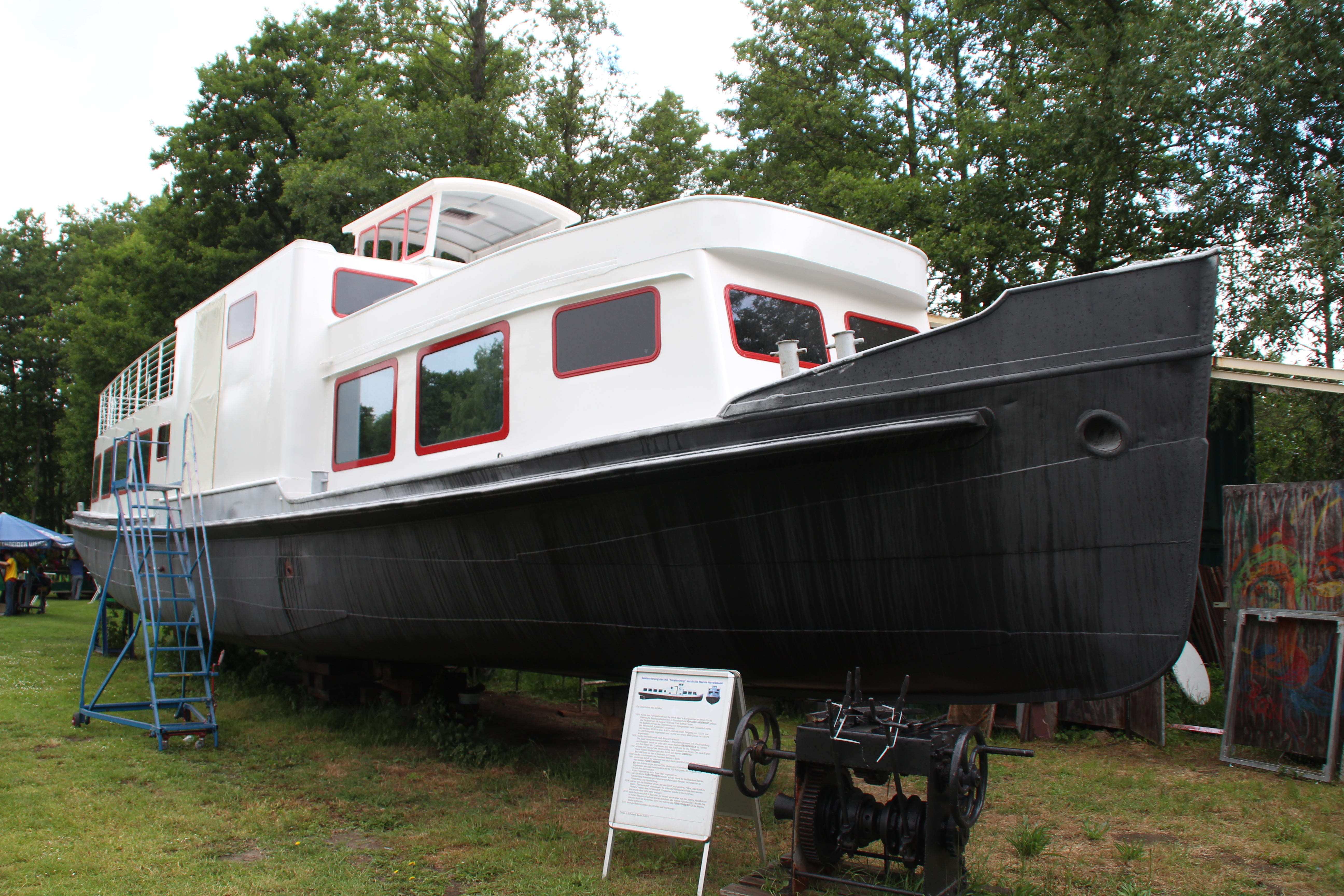
Die frühere Schloss Jägerhof, seit 1990 Fürstenberg

Gleichzeitig entwickelte die Werft die Boote weiter und setzte gängige technische Entwicklungen um, übernahm in einigen Bereichen auch eine Vorreiterrolle. Bereits Ende der 1920er Jahre hatte sie die bis dahin vorherrschenden Benzinmotoren durch Dieselmotoren ersetzt. Diese senkten die Betriebskosten um bis zu 75 Prozent. Einen Schritt weiter ging sie 1936 mit Elektrobooten, von denen sie zunächst drei für den Maschsee in Hannover (MS1, MS2 und MS3) und um 1943 zwei Boote für den Brünner Stausee baute. Die letzteren wurden erst nach dem Krieg als Morava und Brno in Betrieb genommen. Als erste Werft in Deutschland übertrug Jean Stauf 1937 den Gasantrieb auf die Binnenschifffahrt: Für den Ruhrverband in Essen baute er das 12 Meter lange Schlepp- und Bugsiermotorboot Pionier, das vergaste Anthrazitkohle für den Antrieb verwendete. Maßgeblicher war das Design des 1935 gebauten Motorschiffes Jan Wellem, dessen Raumanordnung mit zwei Decks, Toilette und Formgebung nach dem Zweiten Weltkrieg Standard in der Binnenfahrgastschifffahrt wurde. Bis zum Beginn des Zweiten Weltkrieges entstanden an den beiden Standorten der Werft rund 400 Motorboote und Schiffe.

### Nachkriegsboom und Betriebseinstellung
Nach dem Zweiten Weltkrieg nahm die Werft den Schiffbau wieder auf und setzte ihn auf Basis der letzten Vorkriegsschiffe fort. Trotz des Nachholbedarfs an neuen Schiffen und des aufkommenden Booms ließ die Neubautätigkeit langsam nach. Das letzte Schiff der Werft war die 1953 gebaute Kriemhild, die für den Verkehrs- und den Fährdienst zugelassen war. 1961 geriet das Schiff in die Schlagzeilen, als es in der Nacht vom 24./25. Juni mit dem Gütermotorschiff Rhenser Brunnen kollidierte und sechs Fahrgäste beim Untergang starben.
Als ab den 1950er Jahren die Schiffe immer größer wurden und Längen von 20 bis 30 Metern Standard wurden, konnte die Werft nicht mithalten. Nach 1953 wurden nur noch Reparaturen und Verlängerungen vorgenommen. 1967 stellte Theodor Stauf den Betrieb der Werft ein. Das angemietete Werftgelände in Oberkassel wurde von der Schiffswerft Schmidt übernommen.

## Bauliste (Auswahl)
Die Liste enthält eine Auswahl von Neubauten der Werft, die mit ursprünglichen Namen und Daten aufgeführt sind.
| Name                 | Jahr           | Schiffstyp       | Länge, Fahrgäste                               | Auftraggeber                                                | Anmerkungen |
| -------------------- | -------------- | ---------------- | ---------------------------------------------- | ----------------------------------------------------------- | --- |
| Josephine            | 1902           | Fahrgastschiff   | 10,00 Meter                                    | ?                                                           | erstes Boot von Jean Stauf mit 6-PS-Motor der Firma Klunzinger & Cie. aus Heilbronn; |
| Gretula              | 1905           | Fahrgastschiff   | 19,64 Meter, 80 Fahrgäste                      | ?                                                           | in den 1970er Jahren in Fahrt bei Personenschiffahrt Jean Gilles in Vallendar; 1980 nach Beschädigungen durch bei Hochwasser losgerissene Leichter außer Dienst gestellt; |
| Waldeck              | 1914           | Fahrgastschiff   | 16,50 Meter, 70 Fahrgäste                      | Personenschifffahrt Edersee, Waldeck                        | zunächst Loreley getauft, dann umbenannt; 1994 an Fahrgastschiffahrt Neumann in Eberswalde verkauft, kein Einsatz, 1999/2000 abgewrackt. |
| Edergold             | 1914           | Fahrgastschiff   | 16,50 Meter, 70 Fahrgäste                      | Personenschifffahrt Edersee, Waldeck                        | zunächst Sperber getauft, dann umbenannt; 1983 abgewrackt, |
| Kissingen            | 1923/1924      | Fahrgastschiff   | 10 Meter, 50 Fahrgäste                         | Saaleschiffahrt Bad Kissingen, Bad Kissingen                | Fährt wahrscheinlich seit Anbeginn auf der Saale in Bad Kissingen; 2023 in Fahrt. |
| Fortuna              | 1924           | Fahrgastschiff   | 16 Meter, 70 Fahrgäste                         | Bad Ems                                                     | Von Benja 1975 neben der Lahnstolz I und der Lahnstolz II in der Flotte der Personenschiffahrt Lahnstolz von Edgar und Werner Köpper geführt; es ist unklar, ob Fortuna der erste Name des Schiffes war. |
| Ariadne              | 1924 oder 1925 | Fahrgastschiff   | 18,00 Meter, 45 Fahrgäste                      | Hebel, Boppard                                              | Nicht in allen Punkten ganz sicher zuzuordnen. Laut Jubiläumsschrift der Hebel-Linie wurde die Ariadne bei Stauf gebaut, 1925 in Dienst gestellt, 1966 umgebaut und 1975 nach Kassel verkauft. Möglicherweise trug das Schiff dort zeitweise den Namen Chassalla und befand sich in Privatbesitz, ehe es um 2002 nach Tschechien verkauft wurde. Dort fuhr es bis 2010 unter dem Namen Ariel und gelangte dann nach Kraków, wo es als Helena für das Unternehmen Kapitan Victor fährt. |
| Egon von Fürstenberg | 1926           | Fahrgastschiff   | 17,48 Meter, 94 Fahrgäste (vor dem Umbau 1958) | Fährgesellschaft Linz-Kripp                                 | bis 1954 als Egon von Fürstenberg bei der Rheinfähre Linz–Kripp, dann kurzfristig als Rolandsbogen im Fährbetrieb zur Insel Nonnenwerth, 1958/59 Umbau und Vergrößerung, danach als Ursula bei Gilles Personenschiffahrt in Vallendar, 1979 nach Dinant verkauft, dort unter dem Namen Le Copère weitergenutzt |
| Henrichenburg        | 1926           | Fahrgastschiff   | 19,2 Meter, 90 Fahrgäste                       |                                                             | Weitere Namen: Neckartal und Batavia; als Batavia 1975 bei der Donau-Personenschiffahrt Regensburg-Passau Ludwig Wurm KG. Benja gibt als Bauort Königswinter an, schreibt aber, die Bauwerft sei unbekannt, im Binnenschifferforum geht man von einem Stauf-Bau aus. Das Schiff sei in den 1960er Jahren bei Klinger in Passau gewesen und dann von Erich Wurm gekauft worden. Nach kurzem Einsatz bei den Dreiflüsserundfahrten sei es 1981 verschrottet worden.                      |
| Lahnstolz II         | 1926 oder 1928 | Fahrgastschiff   | 16,50 Meter, 70 Fahrgäste                      | Personenschiffahrt Lahnstolz, Bad Ems                       | in 1970er Jahren bei der Personenschiffahrt Lahnstolz in Bad Ems im Einsatz; 1997 an Privat verkauft; 2018 in Hersel gesunken und zum Verkauf angeboten; |
| Rheinland            | 1927           | Fahrgastschiff   | 22 Meter, 120 Fahrgäste                        | Rhein-Mosel-Personenschiffahrt, Urmetzer & Zimmermann, Köln | Bis 1977 als Rheinland in Fahrt, von 1980 bis ca. 1985 als Falke 3 bei Günter Taube in Berlin, dann offenbar kurz bei Alfred Turczer, bis 1988 wieder bei Taube, aber nun als Tegel, danach als Main-Spessart bei der Main-Spessart-Schiffahrt in Gemünden am Main, wohl nach Motorschaden längere Zeit im Schutzhafen von Gemünden aufgelegt, später im Schutzhafen Erlenbach, seit 2018 im Floßhafen in Aschaffenburg als schwimmendes Clubheim der Marinekameradschaft.             |
| Deutschland          | 1929           | Fahrgastschiff   | 19,20 Meter, 100 Fahrgäste                     | Büchel, Niederdollendorf                                    | zunächst Einsatz von Königswinter, ca. 1938 bis 1993 am Rursee und Urftsee; bis 1998 auf Zwischenahner Meer, dann verkauft an Bremerhavener Beschäftigungsgesellschaft Unterweser; |
| Sirene               | 1932           | Proviantboot     | 10,00 Meter                                    | A. Milz, Oberhausen                                         | verkehrte auf Rhein-Herne-Kanal zwischen Schleuse Oberhausen und Gelsenkirchen; 2000 von E. Milz verkauft, Umbau zum Freizeitboot; |
| Essen                | 1933           | Fahrgastschiff   | 19,77 Meter, 100 Fahrgäste                     | Verkehrsgesellschaft Baldeneysee, Essen                     | eines der fünf Stauf-Boote der Verkehrsgesellschaft Baldeneysee; 1933 Essen, 1955 Steele, 1973 Schlesien, 1982 Dornröschen, 1987 Weserperle, 1988 Wappen von Emmerthal, 1990 Burg Arras, 2014 Seestern; |
| Baldeney             | 1933           | Fahrgastschiff   | 17,35 Meter, 75 Fahrgäste                      | Verkehrsgesellschaft Baldeneysee, Essen                     | 1933 Baldeney der Verkehrsgesellschaft Baldeneysee, 1979 Nixe für Rudolf Botsch in Cochem, 1981 Moornixe für wechselnde Eigner in Wiesmoor, 2015 vom Essener Verein Segeln und Freizeit erworben, beim Hochwasser in West- und Mitteleuropa 2021 gesunken; |
| Heisingen            | 1933           | Fahrgastschiff   | 19,80 Meter, 75 Fahrgäste                      | Verkehrsgesellschaft Baldeneysee, Essen                     | 1933 Heisingen der Verkehrsgesellschaft Baldeneysee, 1967 Fähre Michel, 1984 Edergold II für Edersee, 1994 an Oder-Havel-Schiffahrt in Niederfinow, 2003 Wels auf Elbe und Elde, 2010 an Freizeitpark Wittenberge |
| Stadt Boppard        | 1933           | Fahrgastschiff   | 19,04 Meter                                    | Bopparder Personenschiffahrt Philipp Hebel, Boppard         | 1962 auf Rheinwerft Mainz-Mombach verlängert auf 24,56 Meter und komplett umgebaut; 1962 Bornhofen; 1975 Trollinger der Personenschifffahrt Stumpf, 1986 nach Kembs in Frankreich verkauft. |
| Deutschland          | 1935           | Fahrgastschiff   | 13,50 Meter, 56 Fahrgäste                      | Ernst Behringer, Schluchsee                                 | Einsatz auf Schluchsee, anschließend Ulmer Spatz auf der Donau; ab 2013 von der Lebenshilfe Donau-Iller restauriert, 2021 in Fahrt; |
| Jan Wellem           | 1935           | Fahrgastschiff   | 25,00 Meter                                    | Rheinische Bahngesellschaft, Düsseldorf                     | statt Jan Wellem erhielt das Schiff den Namen Kaiserpfalz, 1940 an die Wehrmacht; weiteres unklar; |
| MS 1                 | 1936           | Fahrgastschiff   | 20,00 Meter, 165 Fahrgäste                     | Üstra Hannoversche Verkehrsbetriebe, Hannover               | erstes von drei Schwesterschiffen für den Maschsee; alle Boote wurden elektrisch angetrieben, bis in die 1960er Jahre im Einsatz und anschließend wahrscheinlich verschrottet; |
| Pionier              | 1937           | Motorschleppboot | 12,00 Meter                                    | Ruhrverband, Essen                                          | erstes in Deutschland gebautes Binnenfahrzeug mit Anthrazitgasantrieb; weiteres unklar; |
| Helmut               | 1938           | Motorschleppboot | 16,50 Meter                                    | F. & W. Leutz, Eberbach                                     | neben techn. Daten ist Näheres unbekannt; |
| Schloss Jägerhof     | 1939           | Fahrgastschiff   | 20,00 Meter, 100 Fahrgäste                     | Rheinische Bahngesellschaft, Düsseldorf                     | 1939–1976 in Düsseldorf; 1976 Gedeonseck, 1982/83 Limberg, 1990 Fürstenberg, 2010 in Berlin gesunken, anschließend zur Restaurierung; |
| Agnes                | 1950           | Fahrgastschiff   | 24,50 Meter, 144 Fahrgäste                     | ?                                                           | 1950–1959 Einsatz auf Fährverbindung Wiesdorf (Leverkusen) – Merkenich (Köln); 1963 Umbau, 1971 verkauft, Einsatz als Personenschiff, 1992 Arbeitsboot, 1998 auf 19,98 Meter verkürztes Privatfahrzeug; |
| Kriemhild            | 1952 oder 1953 | Fahrgastschiff   | 18,00 Meter                                    | Rheinfähre Königswinter                                     | letztes Schiff der Werft; in der Nacht 24./25. Juni 1961 durch Kollision mit Gütermotorschiff Rhenser Brunnen gesunken; nach Hebung verkauft und als Roland, Stadt Andernach und Löwe von Laufenburg in Fahrt. Zur Saison 2022 soll die Löwe von Laufenburg in Laufenburg durch ein Floß ersetzt werden. Laut Dieter Schubert war ein Stauf-Schiff namens Siegfried, Baujahr 1949, das „Ursprungsschiff“ des Löwen von Andernach, nicht die Kriemhild.                                 |